# Indústria de Plástico Reforçado Glaspac

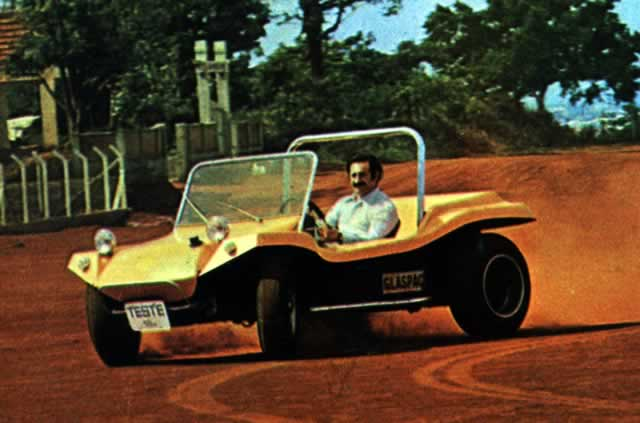
Glaspac Buggy

Indústria de Plástico Reforçado Glaspac Ltda. war ein brasilianischer Hersteller von Automobilen.

## Unternehmensgeschichte
Das Unternehmen wurde 1961 in São Paulo zur Herstellung von Kunststoffen gegründet. 1968 begann die Produktion von Automobilen und Kit Cars nach einer Lizenz von Meyers Manx. Der Markenname lautete Glaspac. 1987 endete die Automobilproduktion.

## Fahrzeuge
Das erste Modell war ein VW-Buggy. Als Basis diente das Fahrgestell eines VW Käfer, das um 36 cm gekürzt wurde. Bis 1977 entstanden etwa 3000 Fahrzeuge.
Ab 1972 gab es den Super Bug, ebenfalls ein Buggy. Das Modell war kein großer Erfolg und wurde aufgrund hoher Herstellungskosten bereits 1973 wieder eingestellt.
1981 wurde die erste brasilianische Nachbildung des AC Cobra präsentiert. Auf einen Rohrrahmen wurde eine offene Karosserie montiert. Ein V8-Motor mit 5000 cm³ Hubraum und 199 PS trieb die Fahrzeuge an. Planungen beliefen sich auf fünf Fahrzeuge pro Monat, jedoch wurde dieses Ziel nicht zur Hälfte erreicht. Insgesamt entstanden hiervon 90 Fahrzeuge.
1984 wurden auch Nachbildungen vom Porsche 356 als Cabriolet und vom 1956er Ford Thunderbird präsentiert, von denen nur der Porsche auf den Markt kam.